# Türkmenmezraası, Altınözü
Türkmenmezraası là một xã thuộc huyện Altınözü, tỉnh Hatay, Thổ Nhĩ Kỳ. Dân số thời điểm năm 2011 là 447 người.